# Ali Aliyari
Ali Aliyarifeyzabadi (in persiano علی علیاری‎; Ferdowsieh, ...) è un lottatore iraniano, specializzato nella lotta greco-romana.

## Biografia
È fratello di Mahdi Aliyarifeyzabadi e Majid Aliyarifeyzabadi, entrambi lottatori di caratura internazionale.
Ai Campionati asiatici di Astana 2014 ha vinto la medaglia di bronzo nel torneo della lotta greco-romana, categoria 98 chilogrammi.

## Palmarès
- Campionati asiatici

Astana 2014: bronzo nei 98 kg.